# Wereldkampioenschappen moderne vijfkamp 1961
De wereldkampioenschappen moderne vijfkamp 1961 werden gehouden in Moskou in de Sovjet-Unie. 
Er stonden twee onderdelen op het programma alleen voor mannen. 

## Medailles

### Mannen
| Onderdeel   | Goud | Goud                                       | Zilver | Zilver                               | Brons | Brons                                   |
| ----------- | ---- | ------------------------------------------ | ------ | ------------------------------------ | ----- | --------------------------------------- |
| Individueel | URS  | Igor Novikov                               | URS    | Ivan Derjoegin                       | HUN   | András Balczó                           |
| team        | URS  | Ivan Derjoegin Boris Pachomov Igor Novikov | HUN    | Ferenc Török Imre Nagy András Balczó | USA   | Robert Beck Allan Jackson Richard Stohl |

### Medaillespiegel
| Plaats | Land             | Goud | Zilver | Brons | Totaal |
| 1      | Sovjet-Unie      | 2    | 1      | 0     | 3      |
| 2      | Hongarije        | 0    | 1      | 1     | 2      |
| 3      | Verenigde Staten | 0    | 0      | 1     | 1      |
| Totaal | Totaal           | 2    | 2      | 2     | 6      |